# إرنست هوارد أرمسترونغ
إرنست هوارد أرمسترونغ هو سياسي كندي، ولد في 27 يوليو 1864 في كينغستون في كندا، وتوفي في 15 فبراير 1946 في كندا. حزبياً، نشط في الحزب الليبرالي في نوفا سكوشا ‏. وقد انتخب عضو مجلس نواب نوفا سكوتيا (27 يوليو 1920 – 25 يونيو 1925) وانتخب عضو مجلس نواب نوفا سكوتيا (20 يونيو 1906 – 27 يوليو 1920) وانتخب رئيس وزراء نوفا سكوتيا ‏ (24 يناير 1923 – 16 يوليو 1925).